# ハルヴォル・アイネル・グラネル
- ハルヴォル・エグネル・グラネル
- ハルヴォル・エグネル・グラネルド
- ハルヴォル・エグネル・グランネル
- ハルヴォル・エグネル・グラネルード
- ハルヴォア・エグナー・グラネルード

ハルヴォル・アイネル・グラネル(Halvor Egner Granerud、1996年5月29日-)はノルウェーのスキージャンプ選手である。スキーフライング世界選手権個人・団体のメダリスト。2020/21シーズンのワールドカップ総合優勝者。

## 経歴
FISカップのデビューは2013年夏のフィラッハ大会で、30位でポイントを獲得。スキージャンプ・コンチネンタルカップのデビューは2014年冬のゼーフェルト大会で、2日ともポイントを獲得できなかったが、2014年夏のクリンゲンタール大会で16位に入りポイントを獲得。2015年のジュニア世界選手権アルマトイ大会では個人20位、男子団体金メダルメンバーとなった。
ワールドカップデビューは2015/16シーズンのリレハンメル大会で国内枠で出場し予選で失格となり、このシーズンはほかに2試合で本選に進んだがポイントを獲得できなかった。2016年のジュニア世界選手権ルシュノヴ大会では個人17位、混合団体4位、男子団体銀メダルのメンバーとなった。
2016/17シーズンはサマーグランプリヒンターツァルテン大会で初ポイントを獲得。スキージャンプ週間オーベルストドルフ大会で28位となり、ワールドカップ初ポイントを獲得。この年は総合55位で終えた。
2017/18シーズンはワールドカップ開幕戦よりほぼフル参戦し、最高順位5位、総合32位で終えた。
2018/19シーズンもワールドカップにフル参戦し、最高順位4位、総合15位であった。世界選手権ゼーフェルト大会は、個人ラージヒル33位、男子団体ラージヒル5位であった。
2019/20シーズンは不調で冬はコンチネンタルカップから始まり、ワールドカップ本選出場はシーズン後半の2試合のみ、うち1試合で23位に入っただけであった。
2020/21シーズンはワールドカップ開幕戦から2戦連続で4位に入り、ルカ大会2日目で初優勝、そこから5戦連続優勝などトータルで11勝、2位2回で、Raw Airの中止により最終戦を待たずして総合優勝を果たした。フライング世界選手権プラニツァ大会では個人2位、団体金メダルのメンバーとなり、世界選手権オーベルストドルフ大会では個人ノーマルヒル4位、混合団体銀メダルのメンバーとなったが、新型コロナウイルス感染症に罹患しラージヒルの2種目は欠場した。ワールドカップ最終戦プラニツァ大会の3連戦はやや精彩を欠いた。
2021/22シーズンは、サマーグランプリで出場した4試合で優勝3回、2位1回で総合優勝した。ワールドカップは優勝2回を含む10回の表彰台で総合4位となったが、予選落ちや2回目に進めない試合もみられた。北京オリンピックでは、個人ノーマルヒルは2回目失格で30位となり、個人ラージヒルは8位、男子団体ラージヒルは4位のメンバーとなった。フライング世界選手権ヴィケルスン大会は団体戦のみの出場で銅メダルのメンバーとなった。
2022/23シーズンはワールドカップ開幕戦で2位に入ると、個人第3戦ルカ大会で1回目3位につけながら2回目がスーツ規定違反失格で30位に終わった事を除いて個人第29戦ヴィケルスン大会までで28試合で一桁順位入るなど好調で、個人第29戦終了時点で総合2位以下とのポイント差が3試合残して300点以上になったため2年ぶり2回目の総合優勝を果たした。スキージャンプ週間では第1,2,4戦で優勝し、第3戦でも2位に入り自身初の総合優勝した。世界選手権では個人ノーマルヒル11位、個人ラージヒル7位と個人種目のメダル獲得はならなかったが、混合団体、男子団体ではいずれも銀メダルを獲得した。前回総合優勝した2020/21年シーズンは開催されなかったRaw Airでも自身初の総合優勝を果たした。

## 主な競技成績

### オリンピック
- 2022年北京オリンピック ( 中国)
  - 個人ノーマルヒル 30位
  - 個人ラージヒル 8位
  - 男子団体ラージヒル 4位

### 世界選手権
- 2019年ゼーフェルト大会 ( オーストリア)
  - 個人ラージヒル 33位
  - 男子団体ラージヒル 5位
- 2021年オーベルストドルフ大会 ( ドイツ)
  - 個人ノーマルヒル 4位
  - 混合団体ノーマルヒル 2位
- 2023年プラニツァ大会 ( スロベニア)
  - 個人ノーマルヒル 11位
  - 混合団体ノーマルヒル 2位
  - 個人ラージヒル 7位
  - 男子団体ラージヒル 2位

### フライング世界選手権
- 2020年プラニツァ大会( スロベニア)
  - 個人 2位
  - 団体 1位
- 2022年ヴィケルスン大会( ノルウェー)
  - 団体 3位
- 2024年バート・ミッテルンドルフ大会( オーストリア)
  - 個人 失格

### ジュニア世界選手権
- 2015年アルマトイ大会（ カザフスタン）
  - 男子個人 20位
  - 男子団体 1位
- 2016年ルシュノヴ大会（ ルーマニア）
  - 男子個人 17位
  - 男子団体 2位
  - 混合団体 4位

### ワールドカップ
- 通算 1位25回、2位13回、3位3回（2024/25シーズンまで）

| シーズン | 順位 | ポイント |
| -------- | ---- | -------- |
| 2015/16  | -.   | 0        |
| 2016/17  | 42.  | 50       |
| 2017/18  | 20.  | 280      |
| 2018/19  | 15.  | 422      |
| 2019/20  | 61.  | 8        |
| 2020/21  | 1.   | 1572     |
| 2021/22  | 4.   | 1227     |
| 2022/23  | 1.   | 2128     |
| 2023/24  | 24.  | 409      |
| 2024/25  | 20.  | 267      |

### サマーグランプリ
- 通算 1位3回、2位1回、3位2回（2024シーズンまで）

| シーズン | 順位 | ポイント |
| -------- | ---- | -------- |
| 2015     | -.   | 0        |
| 2016     | 22.  | 97       |
| 2017     | 18.  | 137      |
| 2018     | 20.  | 96       |
| 2019     | 22.  | 100      |
| 2021     | 1.   | 380      |
| 2022     | 42.  | 32       |
| 2023     | 41.  | 50       |
| 2024     | 18.  | 127      |